# Byblis rorida
Byblis rorida (укр. Бібліс залозистоопущений) — вид хижих рослин з роду бібліс.

## Ареал та екологія
- Австралія — Західна Австралія (північний схід).

## Охорона
Byblis rorida входить до Червоного списку Міжнародного союзу охорони природи видів, з найменшим ризиком (LC). Популяції цього виду здаються досить стійкими.
Byblis rorida, як й всі інші види біблісових входить до списку СІТЕС.